# Кравченко Вікторія Анатоліївна
Вікто́рія Анато́ліївна Кра́вченко (нар. 18 січня 1979) — українська легкоатлетка, Заслужений майстер спорту України. Триразова срібна призерка Літніх Паралімпійських ігор 2008 та 2012 років. Почесна громадянка Олешків.
Займається у секції легкої атлетики Херсонського обласного центру «Інваспорт».

## Державні нагороди
- Орден княгині Ольги II ст. (17 вересня 2012) — за досягнення високих спортивних результатів на XIV літніх Паралімпійських іграх у Лондоні, виявлені мужність, самовідданість та волю до перемоги, піднесення міжнародного авторитету України[4]
- Орден княгині Ольги III ст. (7 жовтня 2008) — за досягнення високих спортивних результатів на XIII літніх Паралімпійських іграх в Пекіні (Китайська Народна Республіка), виявлені мужність, самовідданість та волю до перемоги, піднесення міжнародного авторитету України[5]